# Monogramma dareicarpa
Monogramma dareicarpa är en kantbräkenväxtart som beskrevs av William Jackson Hooker. Monogramma dareicarpa ingår i släktet Monogramma och familjen Pteridaceae. Inga underarter finns listade.